# Faskari
Faskari est une zone de gouvernement local et un émirat de l'État de Katsina au Nigeria,. L'émir porte le titre de Sarki.

## Source
- (en) Cet article est partiellement ou en totalité issu de l’article de Wikipédia en anglais intitulé « Faskari » (voir la liste des auteurs).